# ستيفين كونور
ستيفين كونور (بالإنجليزية: Stephen Connor)‏ (27 يناير 1989 في المملكة المتحدة - ) هو لاعب كرة قدم بريطاني في مركز الوسط. شارك مع منتخب إنجلترا تحت 17 سنة لكرة القدم. أما مع النوادي، فقد لعب مع ذا نيو سينتس ونادي إيرباص يو كاي بروتون ونادي إيفرتون ونادي بانغور سيتي ونادي بارتيك ثيسل.

## وصلات خارجية
- ستيفين كونور على موقع قاعدة بيانات كرة القدم.إي يو (الإنجليزية)
- ستيفين كونور على موقع Soccerbase.com (لاعب) (الإنجليزية)